# Карл Александер Клерк
Карл Александер Клерк (швед. Carl Alexander Clerck) (1709 — 22 липня 1765) — шведський ентомолог, член Шведської королівської академії наук, учень Карла Ліннея.

## Наукова діяльність

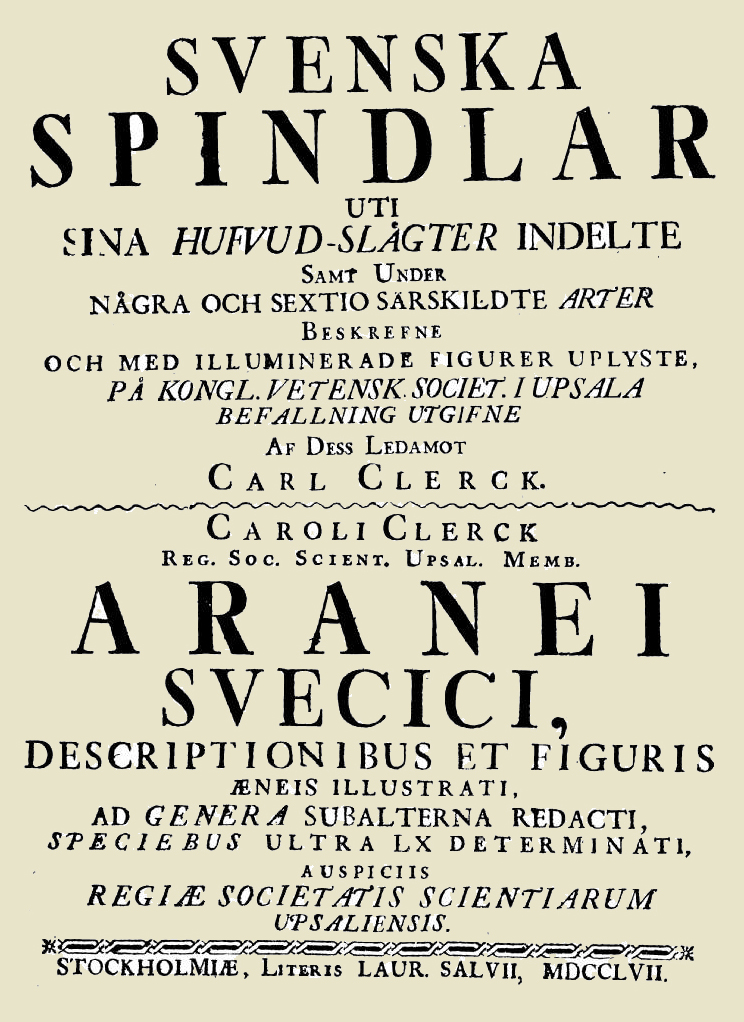
Титульна сторінка книги Клерка про павуків.

Відомий завдяки своїм працям з ентомології:
- «Aranei suecici» (Стокгольм, 1757; англійський переклад Martyns'a, Лондон, 1793)
- "Icones insectorum rariorum, Сперма nominibus eorum trivialitus і т. д. "(Стокгольм, 1759).